# The Apprentice
The Apprentice, på dansk også kendt som Kandidaten, er et amerikansk reality-tv-program, der bedømmer forretningsevnerne hos en gruppe deltagere. Det har kørt i forskellige formater gennem femten sæsoner siden januar 2004 på NBC, hvor den seneste sæson er kørt i 2017. I Danmark blev de første to sæsoner vist på TV Danmark i 2004 som "Kandidaten – i lære hos Donald Trump" og i 2005 som "Kandidaten 2".
The Apprentice blev skabt af den britisk-fødte amerikanske tv-producent Mark Burnett. Programmet følger 14 til 18 håbefulde forretningsfolk, som konkurrerer om programmets hovedpræmie: en et-årig startkontrakt til en værdi af $250.000, tilbudt af programmets vært, til at styre et forretningsprojekt. Programmets deltagere er opdelt i to grupper (også kaldet "selskaber"), som i hver episode konkurrerer i forskellige forretningsrelaterede opgaver såsom salg af produkter, indsamling af penge til velgørenhed eller oprettelse af en reklamekampagne. Den tabende gruppe deltager afslutningsvis i et bestyrelsesmøde med programmets vært og dennes rådgivere, hvor det bestemmes, hvem der bidrog mindst til holdets indsats. En episode afsluttes med, at værten eliminerer en deltager fra konkurrencen med catchphrasen: "You're fired!" (på dansk: "Du er fyret!").
Donald Trump var vært for programmets første fjorten sæsoner (fra 2004 til 2015), hvorpå han blev afløst af Arnold Schwarzenegger i seriens femtende sæson i 2017, efter at NBC valgte at afslutte alle sine forretningsaktiver med Trump i juni 2015 som direkte konsekvens af Trumps præsidentkandidatur, herunder kontroversielle bemærkninger om mexicanske indvandrere. I stedet for at anvende Trumps ikoniske catchphrase, "You're fired!", valgte Schwarzenegger at anvende catchphrasen "You’re Terminated".